# Камптолома уединённая

Камптолома уединённая (лат. Camptoloma interiorata) — бабочка из семейства медведиц (Arctiidae). Эндемик российского Дальнего Востока и сопредельных территорий.

## Описание
Размах крыльев 30 — 33 мм. Передние крылья сильно сужены к вершине под углом не более 45°, а задний угол широко округлен. Основной фон передних крыльев светло-жёлтый, по которому проходит 3 поперечные тёмные линии, отходящие от переднего края. Первая и последняя из которых направлены к внешней, и оканчивающимися за серединой крыла.
Также имеется продольный тонкий штрих, идущий от корня крыла и упирающийся в задний конец внутренней линии. Дискальное пятно в виде точки.
От задней половины внешнего края находится разлитое кирпично-красное опыление, дающее продольные штрихи в направлении к основанию крыла. Обычно два штриха вдоль заднего края крыла, доходят или почти доходят до основания крыла.
Внешний край крыла со светло-жёлтой бахромой, у заднего крыла с тремя чёрными точками, уменьшающимися впереди. Впереди от них бахрома крыла отделена тонкой чёрной линией. Задние крылья темно-желтого цвета. Нижняя сторона крыльев крылья темно-желтая.
Усики нитевидные. Грудь густо покрыта светло-жёлтыми волосками, брюшко темно-желтыми.

## Ареал
Китай, Корея, Япония. В России вид встречается на юге Приморского края.

## Местообитания
Распространена в местах произрастания дуба зубчатого (Quercus dentata), который встречается в составе кустарниковых зарослей, на холмах, на морских террасах и т. п.

## Время лёта
Лет бабочек наблюдается с июня по середину августа. В тёмное время суток бабочки изредка привлекаются на свет.

## Гусеница
Кормовое растение гусениц — дуб зубчатый (Quercus dentata). Гусеницы живут на деревьях в паутинистых гнездах. Вероятно зимует гусеница.

## Численность
Численность очень низкая. Лимитируется естественными факторами — неповсеместная встречаемость вида на территориях произрастания зубчатого дуба.

## Замечания по охране
Занесена в Красную книгу России (I категория — находящийся под угрозой исчезновения вид.)
Специальные меры охраны не разработаны. Охраняется в заповедниках Кедровая падь, Дальневосточный морской и Лазовский. Кормовое растение гусениц — дуб зубчатый занесен в Красную книгу.